# Lukovîțea, Kaniv
Lukovîțea (în ucraineană Луковиця) este un sat în comuna Hrîhorivka din raionul Kaniv, regiunea Cerkasî, Ucraina.

## Demografie
Componența lingvistică a localității Lukovîțea
     Ucraineană (96,43%)
     Rusă (3,57%)
Conform recensământului din 2001, majoritatea populației localității Lukovîțea era vorbitoare de ucraineană (96,43%), existând în minoritate și vorbitori de rusă (3,57%).